# Éditions Pratico-Pratiques
Éditions Pratico-pratiques est une maison d'édition québécoise indépendante, dont le siège social se situe dans la ville de Québec spécialisée dans la production de contenu pratique, inspirant et près des centres d'intérêt de ses lecteurs. La décoration, la cuisine, la mode, la beauté et la famille sont les principaux thèmes abordés dans ses magazines et ses livres .  Éditions Pratico-pratiques produit les magazines 5 ingrédients-15 minutes, Gabrielle, Je cuisine, Je décore et Déco Réno $ ainsi que le collections de livres Les plaisirs gourmands de Caty et 5 ingrédients-15 minutes. L'une des particularités de cette entreprise est de présenter du contenu pratique, accessible et réalisable en plus des étapes de réalisation de différents projets, illustrées par des photographies.

## Historique de l'entreprise
Éditions Pratico-Pratiques, est une entreprise fondée en 2004 et comptant plus de 100 employés. 
C’est Caty Bérubé, autrefois journaliste au journal Le Soleil et rédactrice en chef de la collection Terre à Terre, crée les Éditions Pratico-Pratiques et donne naissance aux magazines Je cuisine, Je décore et Je jardine. Dès sa fondation, les publications de l'entreprise connaissent un vif succès. Deux ans après leur lancement, les magazines Je sont distribués dans plus de 2 500 points de vente, et ce, à travers la province. On les trouve maintenant dans plus de 8 000 points de vente.

## Source
- Historique des Éditions Pratico-Pratiques